# Doodstil (televisieserie)
Doodstil is een Nederlandse televisieserie, die op 27 december 2020 van start ging. De serie is een spin-off van Penoza en werd uitgezonden op NPO 3.

## Verhaal
Net als Luther klaar denkt te zijn met de misdaad en zijn rol als killer en steun van Carmen van Walraven, staat opeens Puk voor zijn neus. Zij is de dochter van zijn broer en eist dat Luther alsnog wraak neemt op de moordenaars van haar ouders.

## Rolverdeling
| Acteur               | Rol                           |
| -------------------- | ----------------------------- |
| Raymond Thiry        | Luther / Andreas van der Meer |
| Sallie Harmsen       | Puk van der Meer              |
| Martijn Lakemeier    | (jonge) Andreas van der Meer  |
| Jonas Smulders       | Hans van der Meer             |
| Denise Aznam         | (jonge) Dewi Manupassa        |
| Ghislaine Pierie     | Dewi Manupassa                |
| Joy Verberk          | Angela van der Meer           |
| Teun Kuilboer        | Bert Giebels (De slager)      |
| Vincent van der Valk | Ramses                        |
| Minne Koole          | Benja Manupassa               |
| Pitou Gomes          | (jonge) Puck van der Meer     |
| Micha Hulshof        | Rudi                          |
| Anis de Jong         | Mike                          |
| Joenoes Polnaija     | (jonge) Mike                  |